# 馬克斯·英麥曼
馬克斯·英麥曼（德語：Max Immelmann，1890年9月21日—1916年6月18日）出生在德国德累斯顿，是一名第一次世界大戰德國最早期的王牌飛行員。

## 生平
英麥曼在一次世界大战中击落敌机17架，與其戰友另一名王牌飛行員奧斯華·波爾克一同成為最早得到普魯士最高軍事榮譽藍馬克斯勳章的飛行員。因作战地点多在法国北部的里尔上空而有“里尔之鹰”的綽號。他发明了著名的空戰動作“英麦曼机动”。